# Evangelische Kirche Atzbach

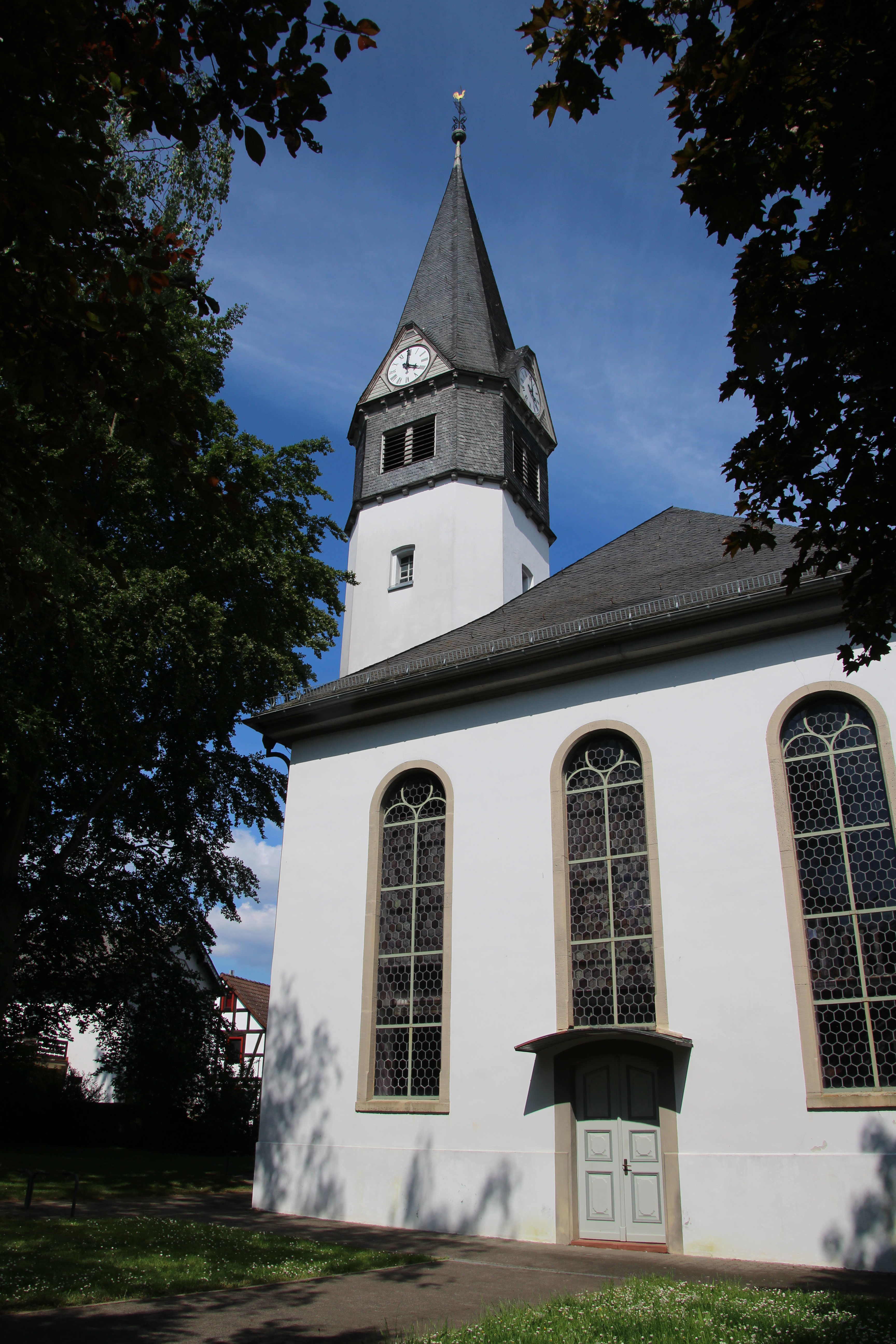
Kirche von Westen

Die Evangelische Kirche in Atzbach ist eine Saalkirche im Stil des frühen Klassizismus in Atzbach, einem Ortsteil der Gemeinde Lahnau in Hessen. Die Querkirche wurde 1767 geweiht und hat an der Nordseite einen Turm von 1899. Das hessische Kulturdenkmal gehört heute zur evangelischen Kirchengemeinde Atzbach-Dorlar.

## Geschichte

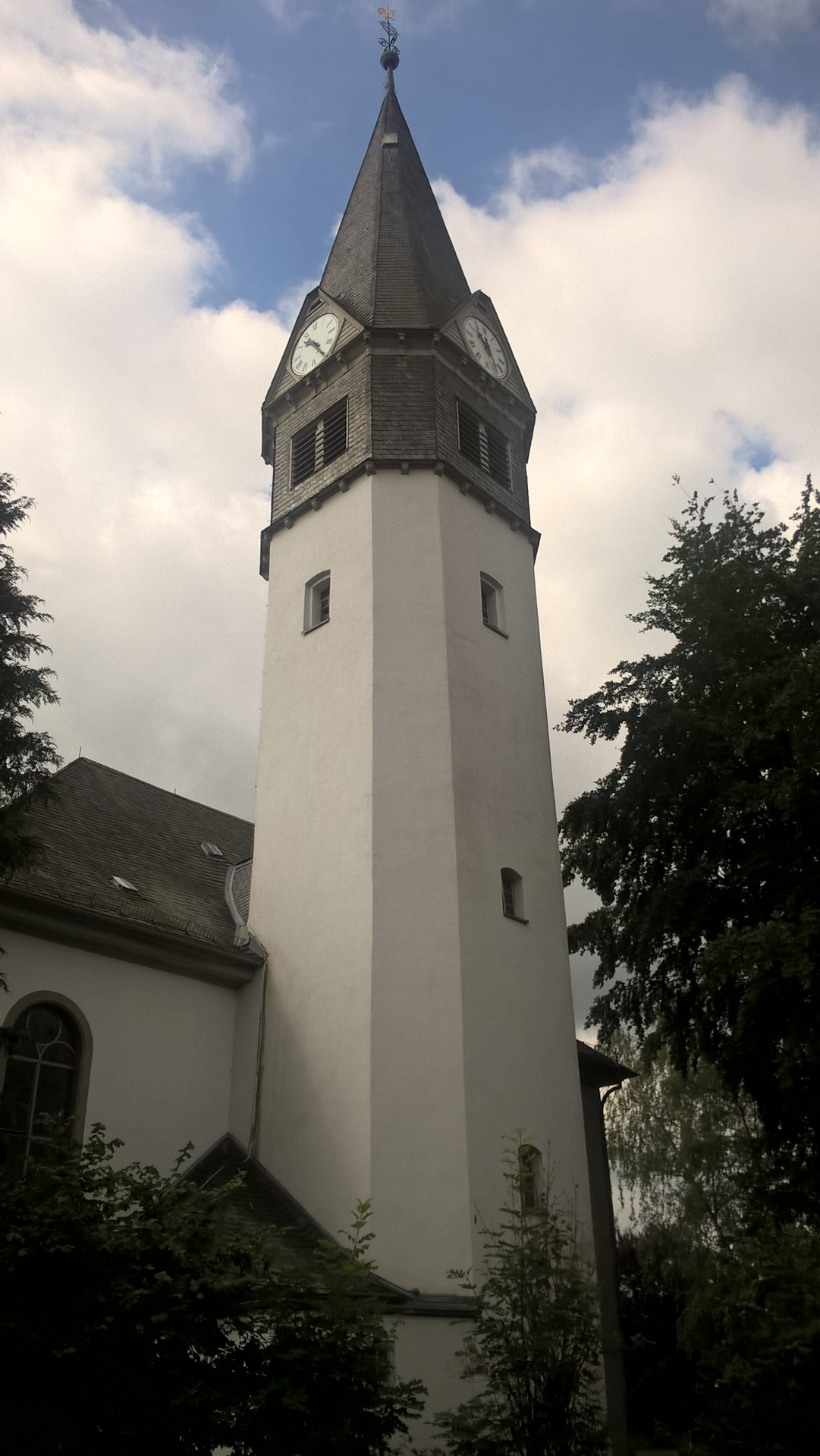
1899 erneuerter Turm

Erstmals wurde „die im Dorf Atzbach gebaute Kapelle mit Kirchhof“ 1337 urkundlich erwähnt. Der Kaplan von Kloster Dorlar musste hier jede Woche zwei Messen lesen. Der Vorgängerbau, eine gotische Kirche, wurde 1765 abgerissen. Der heutige Kirchenbau entstand in zweieinhalb Jahren Bauzeit. Als Architekten wurden Julius Ludwig Rothweil und Friedrich Joachim Stengel beauftragt. Am 24. April 1765 erfolgte die Grundsteinlegung, am 2. September 1766 das Richtfest und am 8. November 1767 die Einweihung. Zwei Glocken von 1686 (Dilman Schmid) und 1743 wurden aus dem Vorgängerbau übernommen. Bis 1783 hatte der Neubau keine Orgel. Der Lehrer fungierte als Kantor und Vorsänger auf einem speziellen Pult. Die beiden Glocken wurden 1850 durch ein neues Dreiergeläut von Philipp Rincker ersetzt. Aufgrund von Baufälligkeit wurde der Turmaufbau 1899 abgetragen und in neuer und höherer Form wieder errichtet. Die Glocken wurden in den beiden Weltkriegen zur Rohstoffgewinnung für Waffen eingeschmolzen und 1951 durch zwei neue Rincker-Glocken ersetzt.
Von 1960 bis 1963 und 1996/1997 erfolgten Renovierungen der Kirche. Elf Fenster wurden ersetzt, der Fußboden neu mit Platten belegt, das Gestühl erneuert und der Altarbereich umgestaltet. Im Rahmen der Orgelrestaurierung 1997/1998 legte der Kirchenmaler Karl-Bernd Beierlein florale Malereien am Gehäuse frei. Die reiche Bemalung im Stil der Spätrenaissance aus dem Jahr 1637 war unter mehreren Fassungen gut erhalten.
Die evangelischen Kirchengemeinden Atzbach und Dorlar sind pfarramtlich verbunden und gehören zum Evangelischen Kirchenkreis an Lahn und Dill in der Evangelischen Kirche im Rheinland.

## Baubeschreibung

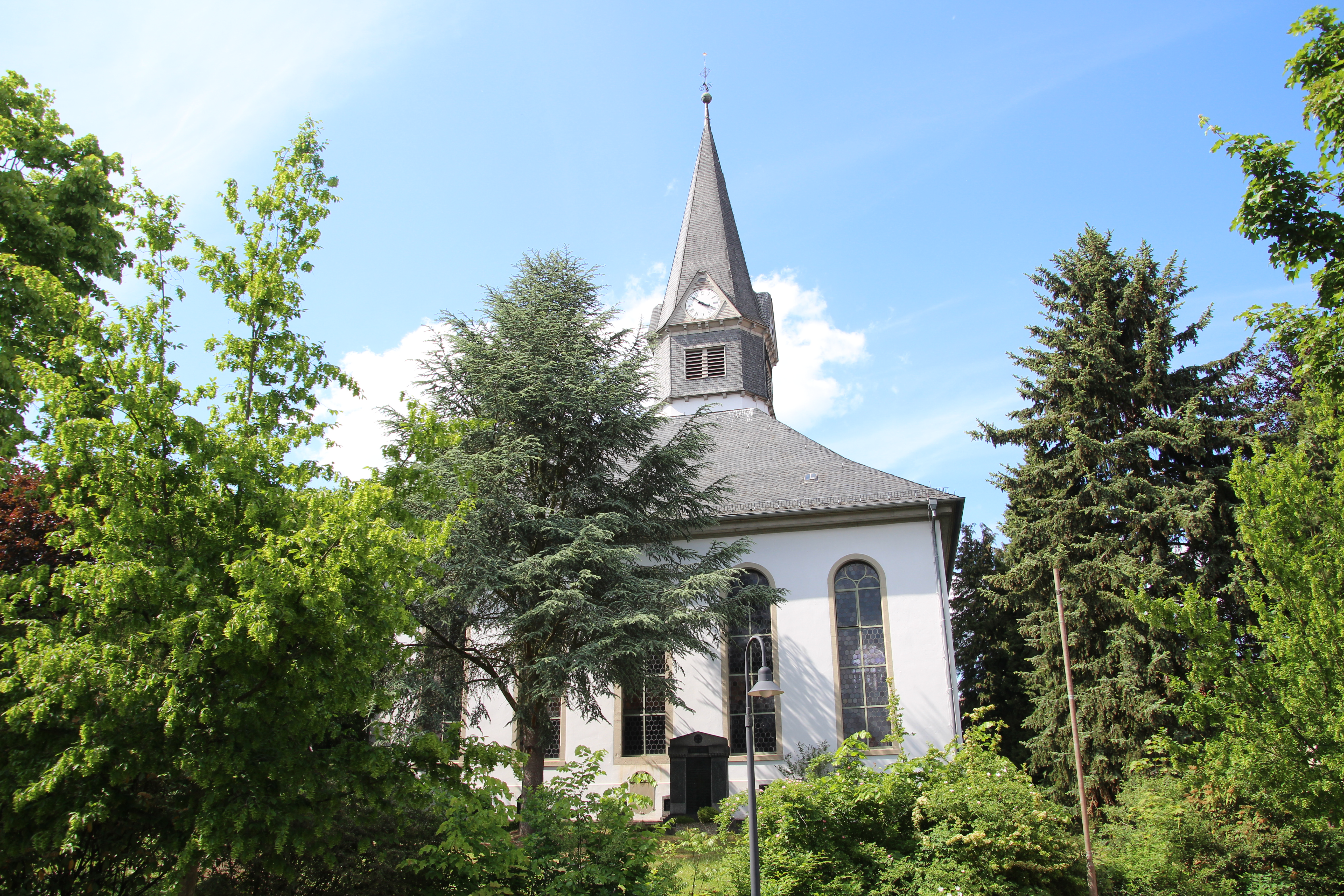
Südseite

Die Kirche liegt am Nordrand des ursprünglichen Dorfes an einem Hang. Sie ist umgeben von einem Friedhof, der heute nicht mehr genutzt wird und dessen Mauerumfriedung nur noch teilweise erhalten ist.
Bei der Kirche handelt es sich um einen symmetrischen Saalbau, der als Querkirche konzipiert ist und von einem Walmdach abgeschlossen wird. An der Südwand sind fünf, an der Nordwand zwei große Rundbogenfenster eingelassen, an der östlichen und westlichen Wand jeweils weitere drei. Mittig in der Nordseite ist der Kirchturm vorgelagert. Die wabenförmigen Glasscheiben haben eine helle Grautönung. Die Nordwand hat hier im Inneren drei Blendbögen in gleicher Größe wie die Fenster. Die Kirche wird an den Schmalseiten im Osten und Westen durch Portale mit Stichbogen unter dem jeweils mittleren Fenster erschlossen. Über dem Nordportal ist eine Inschrift zu lesen: „Von Gottes Lob erschalle dieses Haus send [oder: und] breit zum Heil die Taten Jesu aus“.
Der 37 Meter hohe Kirchturm an der Nordseite besteht aus dem gemauerten unteren Teil und dem verschieferten, hölzernen Turmaufbau. Der Turm schloss ursprünglich mit einer verschieferten welschen Haube über einer Laterne ab. Das kubusförmige Glockengeschoss beherbergt drei Bronzeglocken der Firma Rincker, eine kleine von 1921 und zwei größere von 1951. Vier Dreiecksgiebel leiten zum oktogonalen Spitzhelm über, der von einer Bronzekugel, einer schmiedeeisernen Rosette mit einem umrankten Kreuz und einem vergoldeten Wetterhahn mit einem Stern bekrönt wird.

## Ausstattung

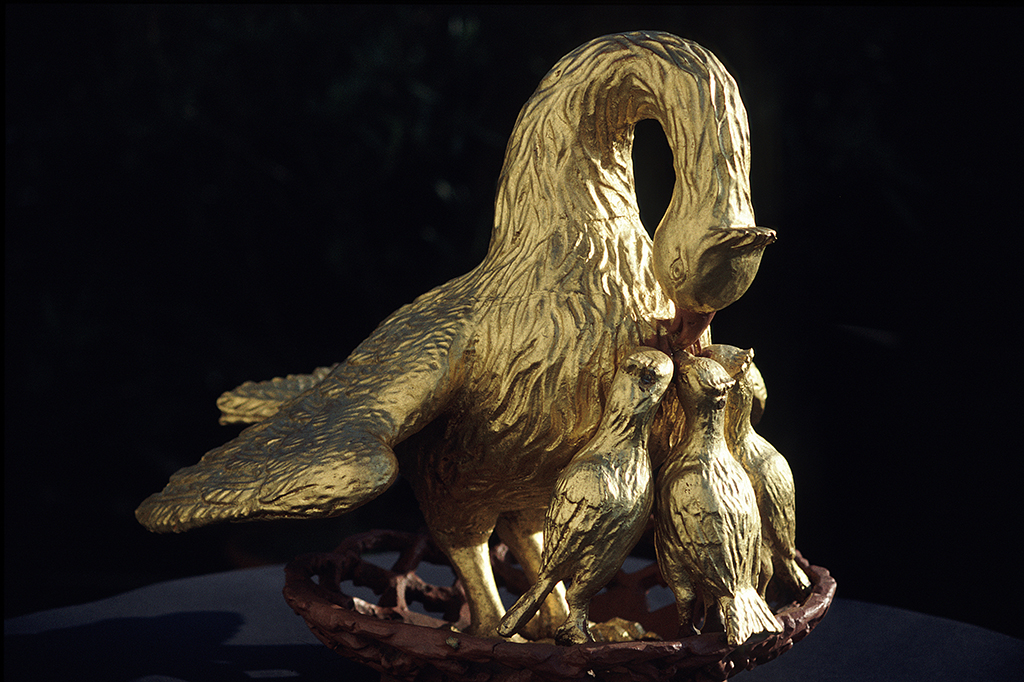
Pelikan über der Kanzel

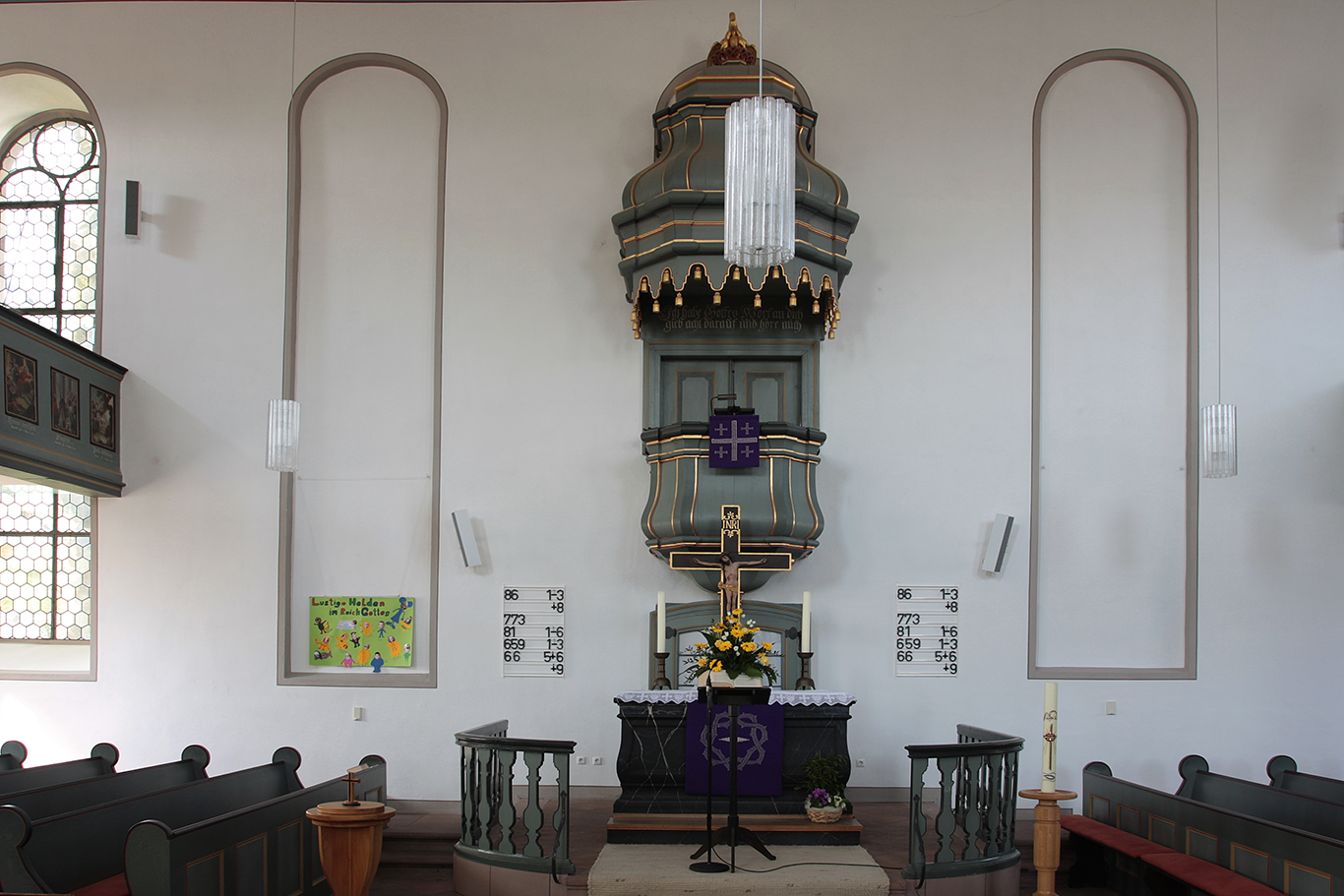
Altar und Kanzel an der Nordwand

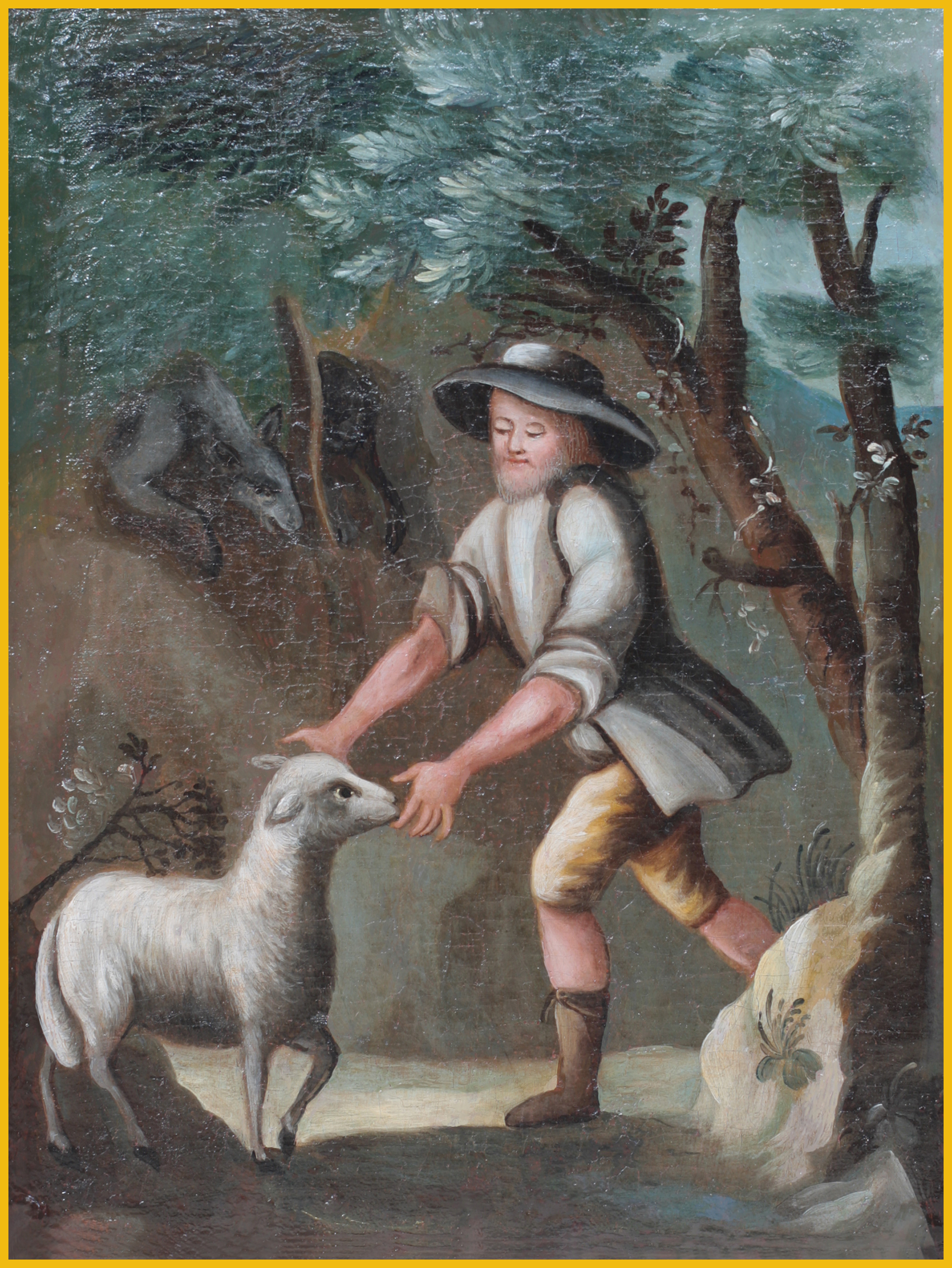
Emporenbild: Der Gute Hirte

Im Inneren der Kirche stehen Altar und Kanzel von Schreinermeister Jakob Amend aus Großrechtenbach im Mittelpunkt des Raumes an der Nordwand vor dem mittleren Blendbogen auf einem Podest mit Balusterbrüstung. Der Blockaltar ist aus Holz gefertigt, das in Granitmustern angemalt und mit einer Platte aus schwarzem Marmor abgeschlossen ist. Auf dem Altar steht ein hölzernes, spätgotisches Kruzifix, dessen Korpus aus der Barockzeit stammt und aus dem Vorgängerbau übernommen wurde.
Über dem Altar befindet sich die gebauchte Kanzel mit großem Schalldeckel, der mit vergoldeten Quasten verziert ist. Auf seiner Spitze thront ein Pelikan, der mit seinem Blut seine Jungen nährt, ein Symbol für Christus, der sich für seine Gemeinde opfert. Die Kanzel ist von hinten über eine Treppe im Turm zugänglich. Die Kanzelfelder des achteckigen Kanzelkorbes werden durch Zierprofile gegliedert.
An den Wänden außerhalb der Altarwand ist eine dreiseitig umlaufende Empore mit Sitzplätzen angebracht. Die insgesamt 43 Brüstungsbilder von Daniel Hisgen aus dem Jahr 1767 zeigen 18 Szenen aus dem Alten Testament und 25 aus dem Neuen Testament von der Erschaffung der Welt bis zur Bekehrung des Paulus. Untertitel bezeichnen die Szene und führen die betreffende Bibelstelle an. Vergleichbar den Bildern von Christoph Murer aus der Tübinger Bibel (herausgegeben von Georg Gruppenbach, 1591) dienten sie als Armenbibel. Das Kirchengestühl schuf ebenfalls Jakob Amend. Unter dem Südfenster ist ein alter Kirchenstuhl erhalten.
An der südlichen Außenwand ist ein barocker Grabstein aus rotem Marmor für Margarete Hasslocher († 1705) aufgestellt. Über den beiden Familienwappen ist die Krone des Lebens zu sehen. Weitere Grabdenkmäler an der Südwand erinnern an die Opfer der beiden Weltkriege. Das Mahnmal davor, eine gerahmte Ädikula mit Ritzzeichnung, stammt aus dem Jahr 1923.

## Orgel

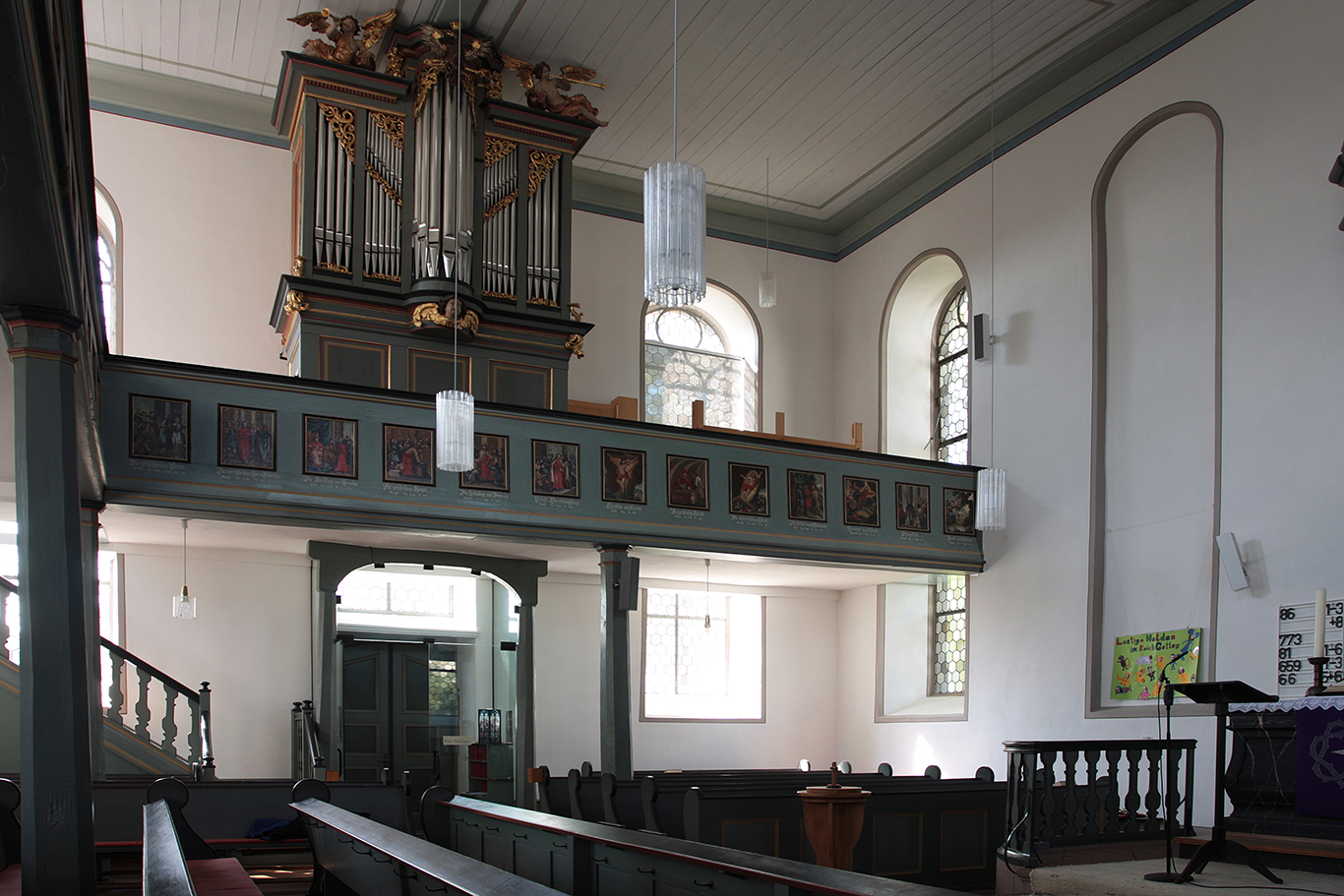
Blick auf die Westempore

An der Westwand befindet sich die 1637 gebaute Orgel, die 1783/1784 gebraucht von der Frankfurter Dreikönigskirche erworben wurde. Das Instrument war ursprünglich wahrscheinlich einmanualig und hatte seitliche Flügeltüren; die Stellen für die Scharniervorrichtungen sind noch erkennbar. Johannes Peter Rühl stellte die Orgel in der Atzbacher Kirche auf und veränderte nach eigener Aussage auf einer Gehäuseinschrift die Disposition: „Von mir aber dorten abgebrochen und hier wieder aufgestellt und vieles daran neu gemacht als ein Manual und Pedalklavier, wie auch ein Violi de Gamba und noch etlich hölzerne Pfeifen. Auch habe ich 2 Sch und 5 Zoll von der Höhe abgenommen.“ Das Instrument wurde danach noch mehrfach repariert und umgebaut. Im Jahr 1842 führte Orgelbauer Loos aus Siegen eine Reparatur durch, 1886 schlug Johann Georg Förster einen Neubau vor (I/P/11). Die Prospektpfeifen aus Zinn wurden 1917 an die Rüstungsindustrie abgeliefert und durch silberbemalte Holzattrappen ersetzt. Um 1935 erfolgte der Einbau eines elektrischen Gebläses. Bei einer Renovierung durch Orgelbau Hardt aus Möttau wurden die Holz- durch Zinkpfeifen ersetzt. 1997/1998 restaurierte Förster & Nicolaus die Orgel und führte sie auf den Stand der Kirchenweihung zurück. In diesem Zuge wurden florale Malereien am Gehäuse freigelegt, der auf dem Dachboden der Kirche gelagerte Windbalg wieder eingebaut und die ursprüngliche Disposition wiederhergestellt. Die Orgel verfügt heute über zwölf Register mit insgesamt 1020 Pfeifen. Fünf Register wurden rekonstruiert, sieben historische Register sind erhalten. Im fünfteiligen Prospekt wird der überhöhte mittlere Rundturm von je zwei gleich hohen Flachfeldern flankiert, über denen zwei Posaune blasende Engel angebracht sind. Der Mittelturm wird von einem gekrönten Adler, dem Wappen der Stadt Frankfurt, bekrönt.
| Manual C–c3 |    |    |
| Prinzipal   | 8′ | FN |
| Gedact      | 8′ | A  |
| Hohlfloete  | 8′ | R  |
| Gamba       | 8′ | FN |
| Octav       | 4′ | A  |
| Ged. Floete | 4′ | FN |
| Quinte      | 3′ | A  |
| Octav       | 2′ | A  |
| Mixtur III  |    | FN |
| Trompet     | 8′ | FN |

| Pedal C–h0 |     |    |
| Subbaß     | 16′ | R? |
| Octavenbaß | 8′  | R? |

- Koppeln: I/P

A = alter Bestand (1637)
R = Peter Rühl (1783)
FN = Rekonstruktion von Förster & Nicolaus (1997/1998)